# Melaniusz
Melaniusz – imię męskie pochodzenia greckiego. 
Żeński odpowiednik: Melania
W Kościele katolickim patronem tego imienia jest m.in. św. Melaniusz, biskup Rennes, zm. ok. 530 roku. W Polsce brak poświadczeń stosowania imienia.
Melaniusz imieniny obchodzi: 6 stycznia, 13 marca, 22 kwietnia i 6 listopada.